# 柳公權
柳公權（778年—865年），字誠懸，京兆府華原縣（今陕西省铜川市耀州区）人，祖籍河东郡解县（今山西省运城市临猗县），出自河东柳氏东眷，唐朝大书法家。他担任侍书（朝廷书法教师）数十年，因书见重，历仕数朝，位至太子少傅，封河东郡公，追赠太子太师。他工于书法，尤其精通碑版楷书，开创“柳体”这一中国书法发展史上最后的楷书书体，成为唐朝楷书艺术最后的完善者。代表作有《玄秘塔碑》、《神策军碑》、《〈送梨帖〉跋》等。

## 生平
柳公权生于唐大历十三年（778年），出身于官宦世家，父亲柳子温官至丹州刺史、追赠尚书右仆射，兄长柳公绰官至兵部尚书、追赠太子太保。
宪宗元和元年（806年），柳公权登进士第。初仕秘书省校书郎，久不升迁。十四年（819年），被夏绥银宥节度使李听辟为掌书记。次年穆宗即位，柳公权入京奏事，被早已欣赏其书法的穆宗留下，即日拜右拾遺，担任翰林侍书学士（朝廷书法教师）。穆宗、敬宗、文宗三朝，长期担任侍书。因不受重用，乃托兄长柳公绰向宰相李宗閔求助，于大和五年（831年）出放翰林院。
大和八年（834年），柳公权奉诏再次担任侍书，是为人生最大转折点。文宗数次试图消灭宦官势力，但均以失败告终，遂政治理想破灭，日漸愁苦，而常召柳公权入宫中侍讲诗文、书法。柳公权深得文宗器重，恩宠日加，不断升迁封爵。宣宗大中二年（848年）晋爵河东郡公，八年（854年）拜太子少傅。书艺精湛，地位显赫，因此作品贵重当世，求其书碑版者甚多。懿宗咸通六年（865年）去世，享年八十八岁，追赠太子太师。
柳公权通经学，而不作文字传世；晓音律，却不爱作乐；能为辞赋，而在应制之外罕作诗；家中富贵，而不在意仆人盗窃财物。吴鸿清认为这体现了柳公权的思想深受禅宗之影响。

## 书作

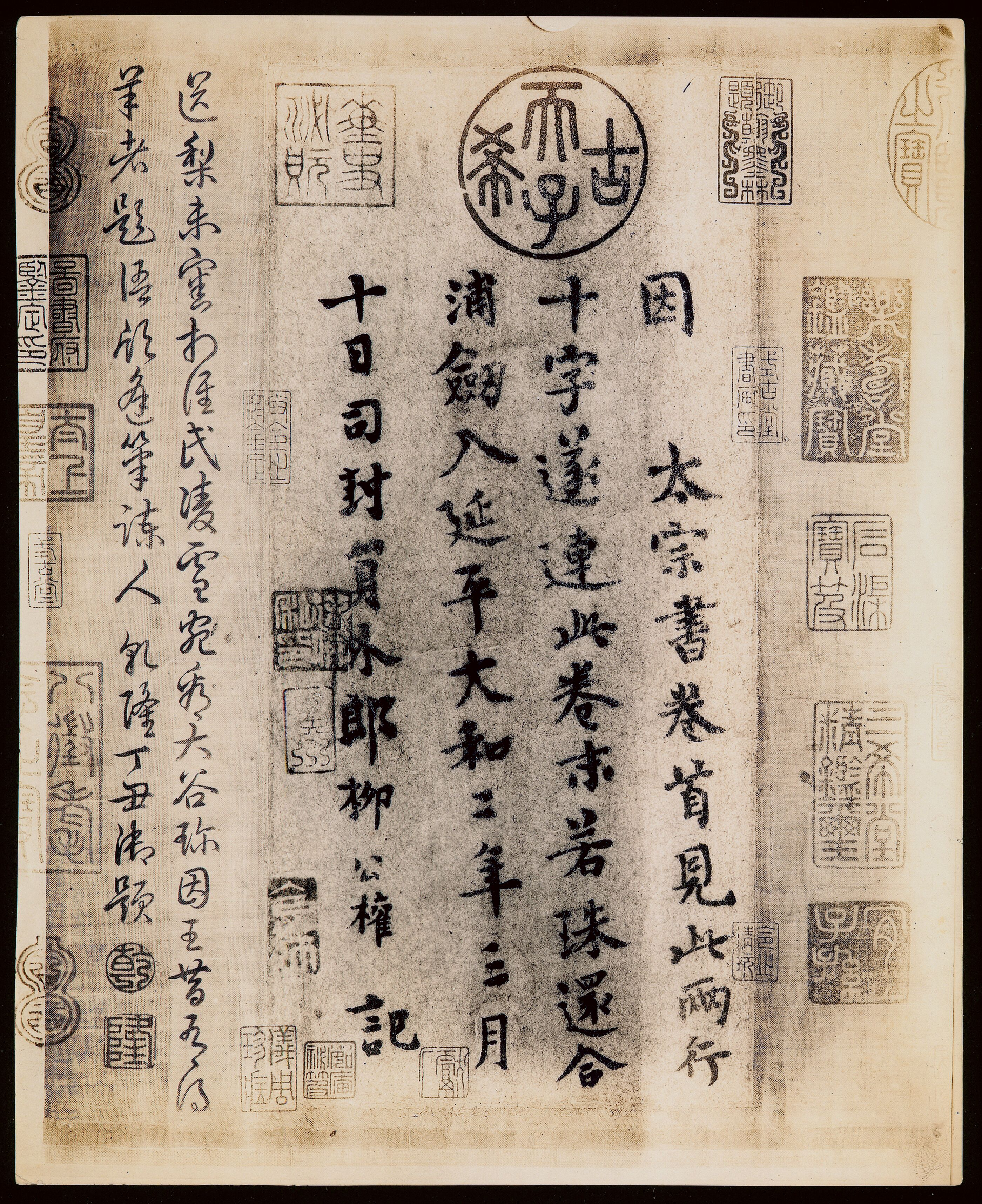
《〈送梨帖〉跋》
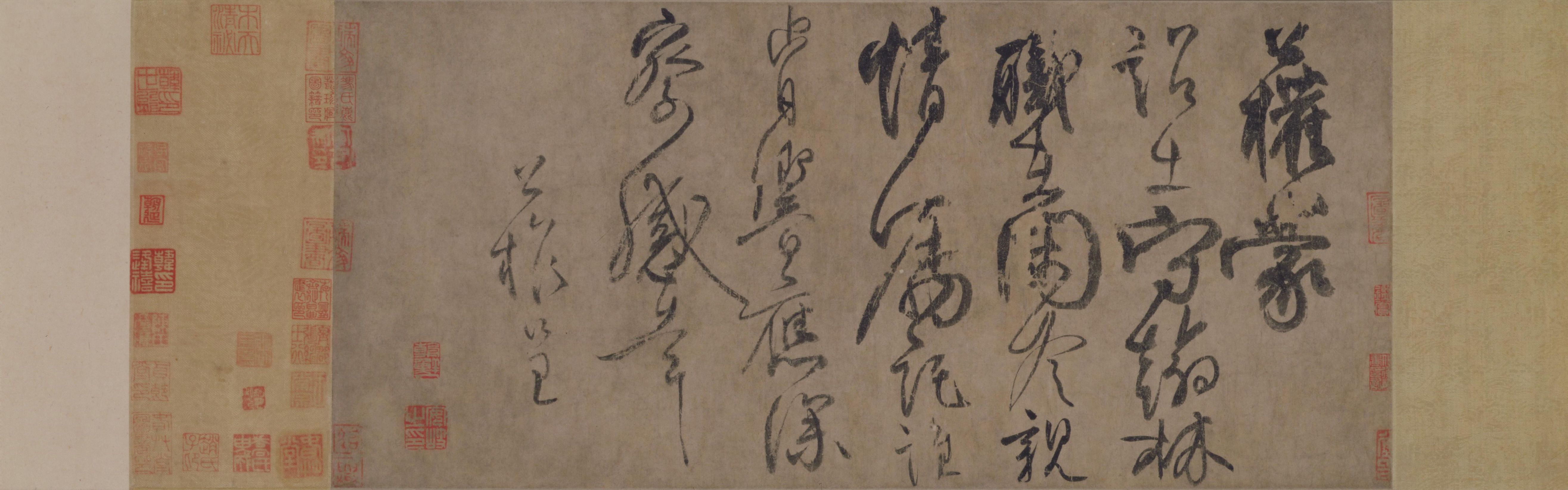
《蒙诏帖》（有争议）
《兰亭诗卷》（伪作）

柳公权绝大多数作品已经散佚，流传至今的只有约二十件，以及部分为伪作或有真伪争议的作品。
碑版楷书作品多书于地位显赫的后期。代表作为《玄秘塔碑》和《神策军碑》，此外还有《馮宿碑》、《劉沔碑》、《魏公先庙碑》、《高元裕碑》、《復東林寺碑》等，近年又新出土《迴元觀鐘樓銘》、《杨承和碑》、《嚴公貺墓誌》。《李晟碑》、《苻璘碑》则被判定为伪作。
小楷作品有《〈洛神赋十三行〉跋》、《常清静经》、《九疑山赋》。伯希和于敦煌遗书中取得《金刚经》拓本，现藏于法國國家圖書館，但因书写时间早而风格接近晚期，真伪存在争议。《消灾护命经》则被判定为伪作。
行、草作品多为书信作品。《〈送梨帖〉跋》是柳公权唯一可确信的墨迹，纸本已佚，止存延光室照片。《蒙诏帖》亦为纸本，现藏于故宫博物院，其真伪存在争议。其余拓本有《年衰 · 紫丝靸鞋 · 张兰亭诗帖》、《圣慈帖》、《伏审帖》、《十六日帖》、《奉荣帖》、《辱问帖》、《嘗瓜帖》、《泥甚帖》等。绢本《兰亭诗卷》素有名气，但错字甚多，被判为伪托之作。
碑版楷书

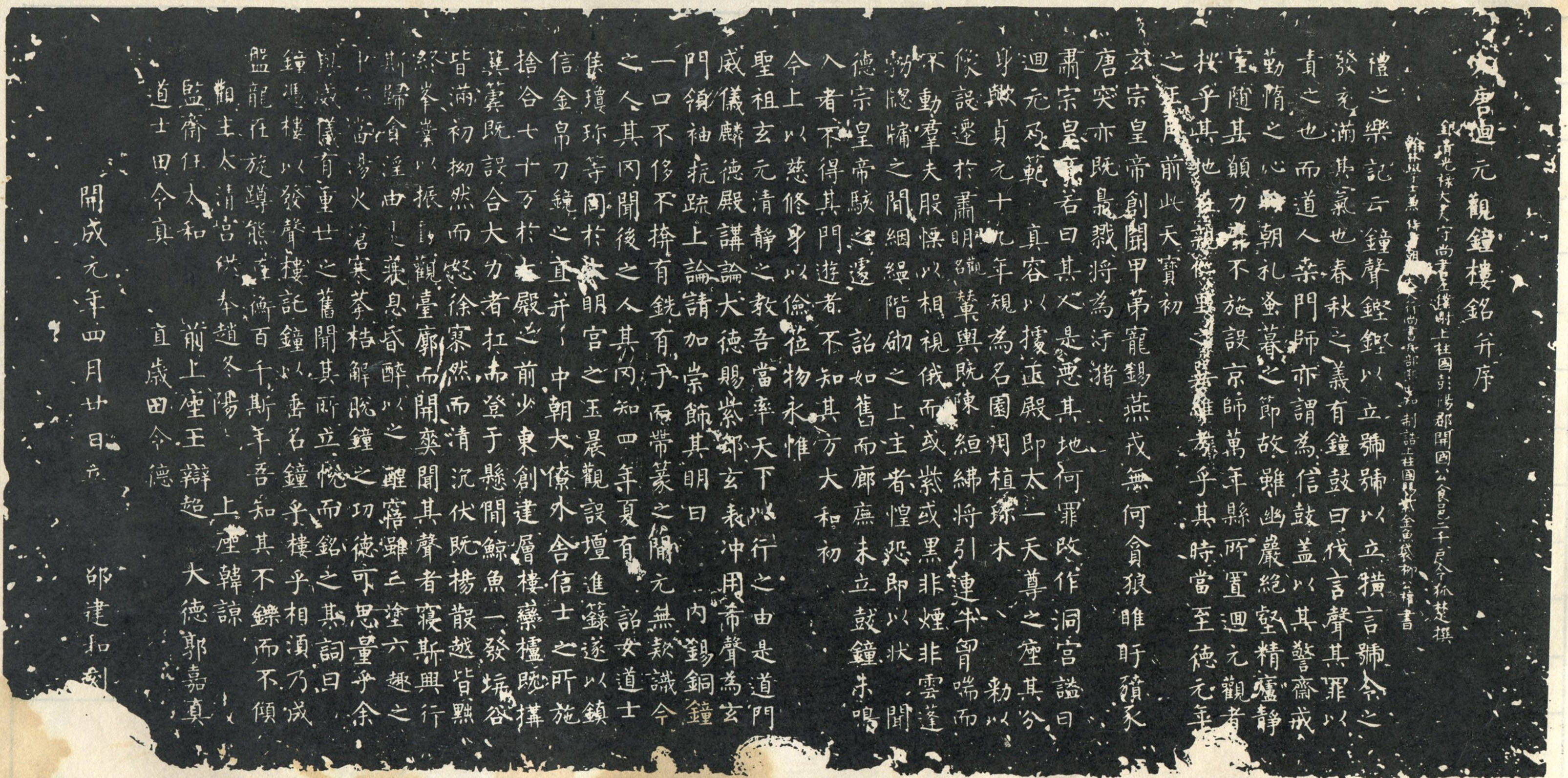
《迴元觀鐘樓銘》
《冯宿碑》
《玄秘塔碑》
- 《神策军碑》

其他作品
- 《〈送梨帖〉跋》
- 《蒙诏帖》（有争议）
- 《金刚经》（有争议）
- 《兰亭诗卷》（伪作）

## 艺术成就
柳公权将毕生精力投入在书法艺术上，诸体皆擅，尤以楷书最为著称。早年广泛学习鍾繇、王羲之、欧阳询、虞世南、褚遂良、陆柬之、颜真卿等前辈书家的特色，其五十九岁所书的《鐘樓銘》仍集前人之面貌。至其六十岁所书的《馮宿碑》，乃开始展现个人风貌，最终创造出新的楷书书体——“柳体”。
与欧、虞、褚、颜等相比，柳体的最大特点在于结构：内紧外鬆，中宫紧密，四周舒放，笔势向内收拢，向外拓张；动态感强烈，打破对称均衡之势。在笔画上亦有特色：灵活多变，轻重有致；爽利迅疾，一往无前。《旧唐书》以“劲媚”评价柳公权的书法。
柳体结构用笔分析

### 柳体书法
柳公权的书法成就，因其字体较为壮丽，其字体并在后世被称为“柳体”。其中也与欧阳询的“欧楷”、颜真卿“颜体”并列书法三大字体。

#### 结构特点
柳体楷书强调“中宫紧凑，气势外包”。其中中宫紧凑则是指在结字时字型笔划较为贴近，气势外包则是指笔划骨力遒劲，形成一种视觉冲击。

例如“东”、“者”、“天”在结笔过程中的撇划即为“势”。
以下为基本笔画：
- 横：藏锋起笔至末端，顿笔出圆回锋。
- 竖：逆锋向左上起笔，顺势而下。即为悬针竖。若为垂露竖，则向左后顿笔回锋。
- 竖勾：起笔与横相似，行笔至前段后向上渐渐出勾。
- 横折：藏锋起笔，向上逆锋后向下圆起圆收。
- 对点：顿笔向上提出尖，右点则向右提出尖。行笔方法与左相似。
- 圆点：与对点相似，例如“兼”字的上头为对圆点。
- 掠（撇）：逆锋起笔在顺势向外出锋。
- 柳叶撇：露锋起笔，顺势出锋。
- 宝盖点：逆锋起笔出方，向下圆收。
- 浮鹅钩：逆锋起笔，向下后转为横画。再出构。
- 捺：逆锋起笔，向下为横。向上出锋，需注意与“颜体”相似为月牙状。

柳体书法强调“主宾兼让、上宽下窄、左右并行、上紧下松”，若遇到类似于“区”的字型，则必须要留上头为短横。其中“食”、“贤”，若字型较大则必须为“反捺”。若遇到“家”字，则第一为“长掠”，其后两为“短掠”。

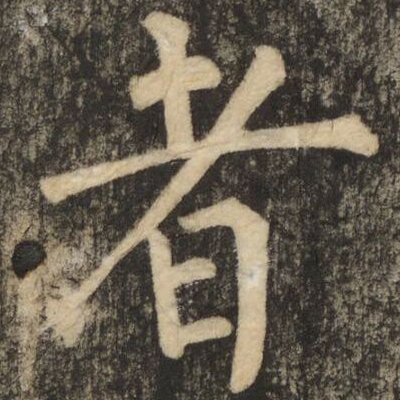
“日”部极窄，仅占长横三分之一；右竖末端延长并向内弯曲，笔势内收；“耂”部短横肥而长横瘦，起笔方而收笔圆，轻重变化有致；长撇爽利，笔画尽而笔势犹张，一往无前
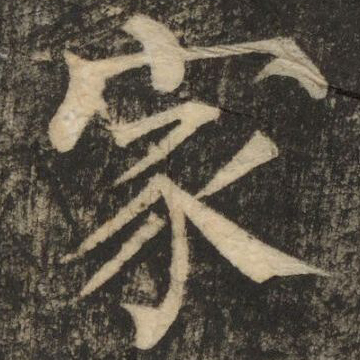
竖弯钩弧度小，接近竖钩，使结构内紧外鬆
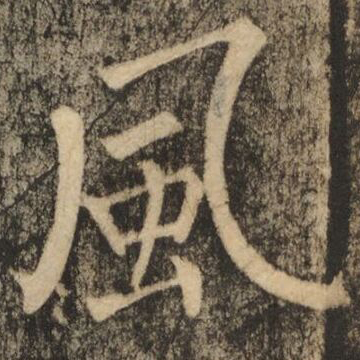
横折弯钩弯曲幅度大，内收而外拓
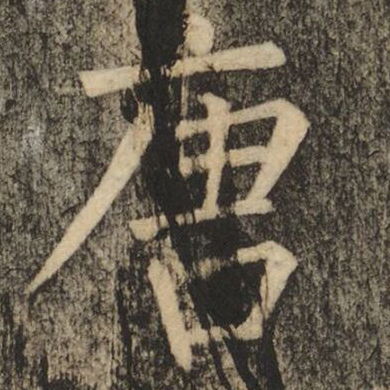
或“厂”类部件的撇画起笔靠近中线，而非横画起笔处
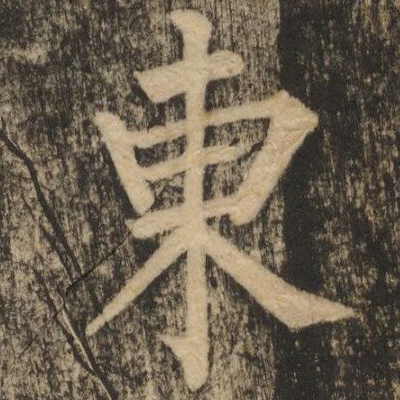
字上部“口”类部件的两竖极度倾斜，笔势内收
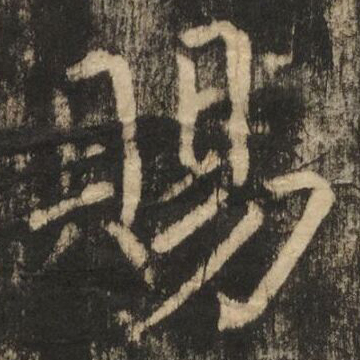
或“昜”类部件的横折钩，横画左低右高（前人多左高右低），竖笔弧度小，横竖之间夹角小，笔势向右上方射出
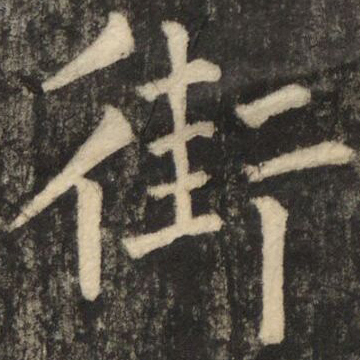
四周笔画伸长，笔势向外拓张
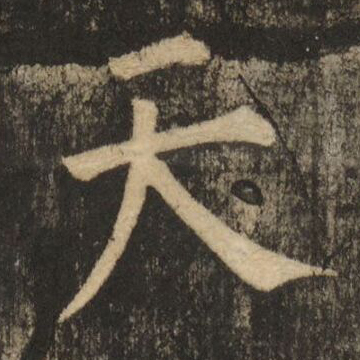
“大”类部件的撇画低，捺画高，形成倾斜的三角形，富有动态感

世人多将用笔遒健、结字紧劲的柳体与雍容庄重的顏体并称为“颜柳”，有“顏筋柳骨”之說。张志和认为，柳体将唐人楷书对法度的严格要求推到了极致，笔画的精细入微、结构的严谨规矩都无人可比，从而成为“唐楷书艺术的最后完善者”。吴鸿清认为，柳体“为楷书书体的发展画上了句号”，此后中国书法史上再也没有人创造出新的楷书书体。
柳公权书法对后代产生了深远影响。蔡京、蔡卞、秦桧、米芾、赵秉文、耶律楚材、揭傒斯、王铎、永瑆、溥心畬等人的书法都有取法柳公权之处。不过在现今，当代书家较少以柳体系统为取径。

耶律楚材《送刘满诗卷》
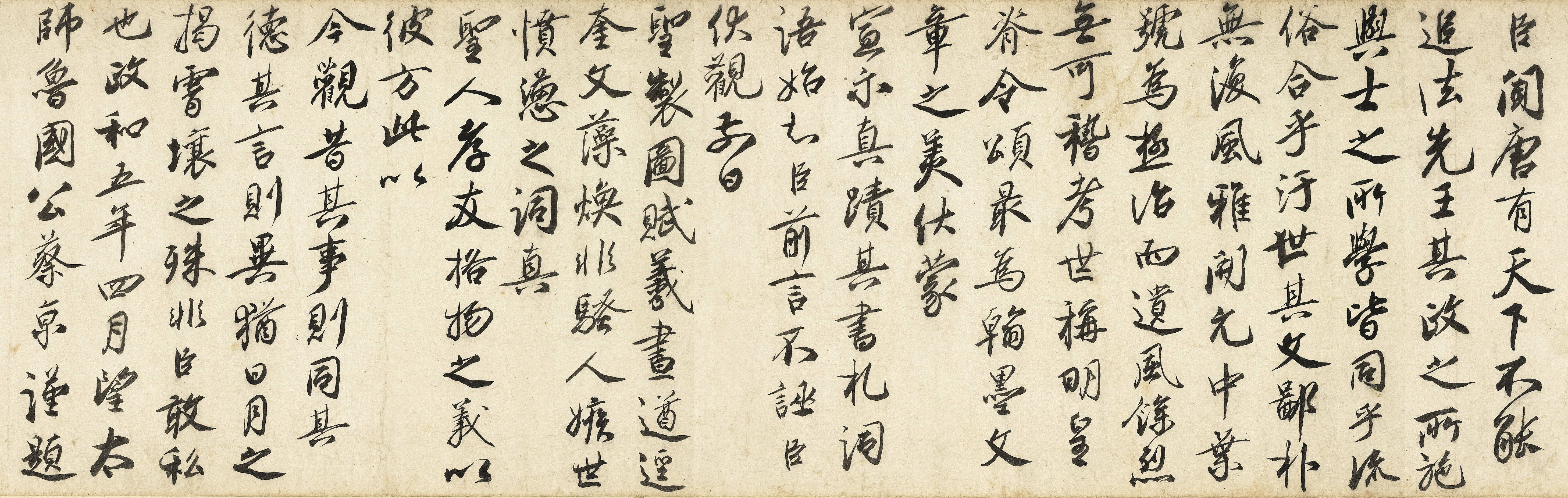
蔡京《鹡鸰颂跋》

## 轶事

### 笔谏
唐穆宗即位之后柳公权入朝上奏，遂受到唐穆宗召见。并说“我在佛寺见过你的字迹，思考很久了”。于是封柳公权为右拾遗，充翰林院侍书学士。后改至右补阙兼司封员外郎。唐穆宗荒淫无道，一天曾向柳公权说“笔该如何写好字？”柳公权答说“用笔在心，心正则笔正”。唐穆宗默然改容，并知道柳公权这是用笔劝谏。